# Aluminium(I)jodide
Aluminium(I)jodide is een chemische verbinding van  aluminium en jood met de verhoudingsformule {\displaystyle {\ce {AlI}}}. Bij kamertemperatuur is het instabiel: het disproportioneert tot de dimere vorm van aluminiumjodide en aluminium:
{\displaystyle {\ce {6AlI -> {Al2I6}+ 4Al}}}
Met triethylamine vormt aluminium(I)jodide een cyclisch adduct, {\displaystyle {\ce {Al4I4(NEt3)4}}}.